# 船岛桥

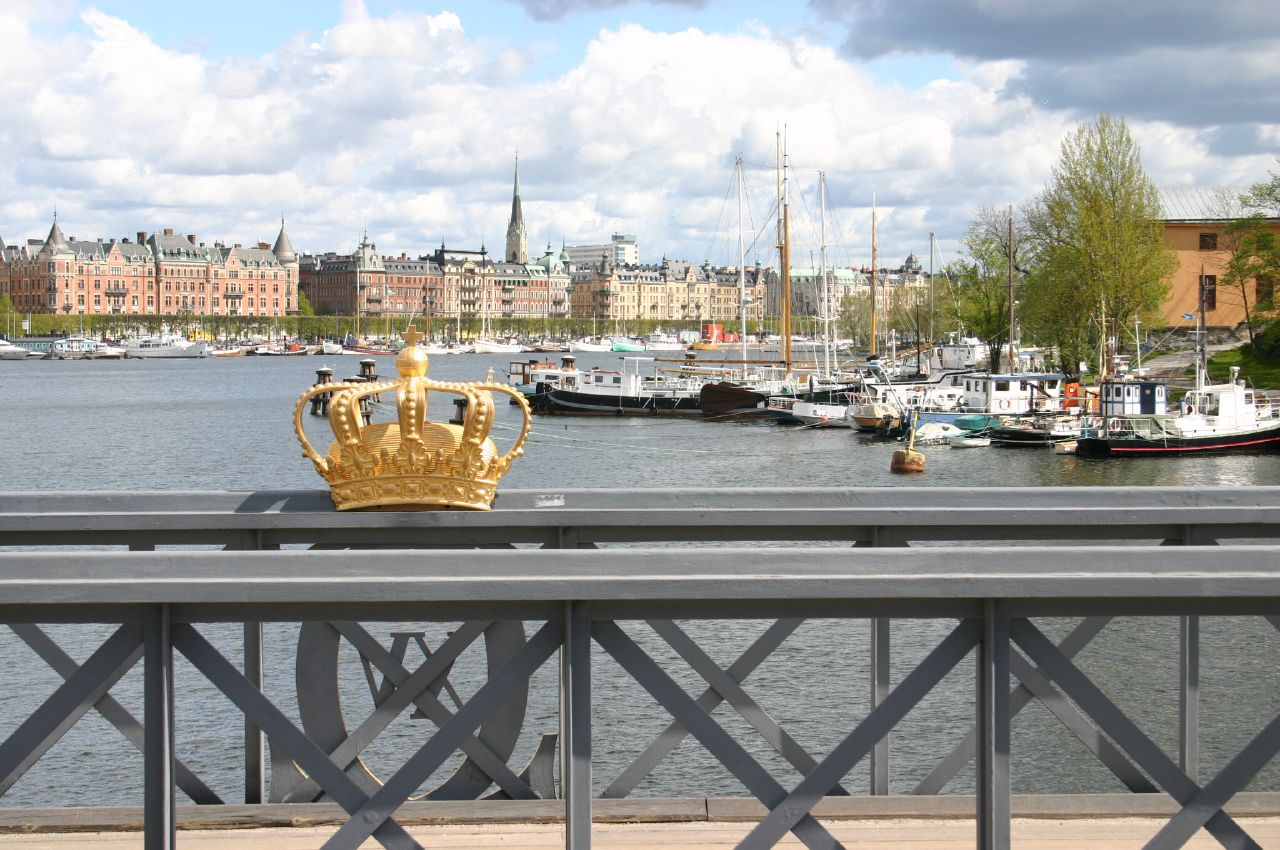
船岛桥上的镀金王冠

船岛桥（瑞典語：Skeppsholmsbron）位于瑞典斯德哥尔摩市中心，连接布拉西岛（Blasieholmen）与船岛（Skeppsholmen）。
船岛桥长165米，宽9.5米，包括宽5.5米的车道和两侧各宽2米的人行道。 
这是瑞典第一座铸铁桥，1861年在穆塔拉（Motala）制造。
连接船岛和城市其余部分的第一座桥梁是一座木桥，就称为“小岛桥”（Holmbron），由瑞典海军兴建于1638-1640年，当时海军军营从布拉西岛搬迁到了船岛。1822年该桥毁于火灾，随后修建了临时浮橋。目前的钢桥于1861年落成，由国家出资修建。
1935年，船岛桥与船岛和城堡岛（Kastellholmen）上的其他建筑一同被列为历史地标，因此禁止改动或改变其外观。